# Криланович, Хуан Пабло
Хуан Пабло Криланович (исп. Juan Pablo Krilanovich; род. 7 апреля 2002, Адроге, Буэнос-Айрес) — аргентинский футболист, защитник клуба «Арсенал» (Саранди).

## Клубная карьера
Криланович — воспитанник клуба «Ланус». 13 декабря 2020 года в матче против «Альдосиви» он дебютировал в аргентинской Примере. В 2023 года Криланович перешёл в «Атланту». 11 февраля в матче против «Эстудиантес Касерос» он дебютировал в Примера B Насьональ.
В начале 2024 года Криланович перешёл в «Арсенал» из Саранди. 4 февраля в матче против «Гуэмес» он дебютировал за новую команду.

## Международная карьера
В 2019 года Криланович в составе юношеской сборной Аргентины победил в юношеском чемпионате Южной Америки в Перу. На турнире он сыграл в матчах против команд Колумбии, а также дважды против Уругвая и Парагвая. В поединке против парагвайцев Хуан забил гол. В том же году Криланович принял участие в юношеском чемпионате мира в Бразилии. На турнире но сыграл в матче против команд Испании и Камеруна. В поединке против камерунцев Хуан забил гол.

## Достижения
Международные
 Аргентина (до 17)
- Победитель юношеского чемпионата Южной Америки — 2019